# Miloš Pavlović
Miloš Pavlović (en serbio: Милош Павловић; Belgrado, República Federativa Socialista de Yugoslavia; 8 de octubre de 1982) es un piloto de automovilismo serbio.
Debuta en karting de Yugoslavia en 1991 donde disputa diferentes categorías hasta 1996, logró 3 campeonatos consecutivos entre 1992 y 1993. En 1996 gana el «The Ayrton Senna Trophy».

## Fórmula 3
Un año después de su título en el karting pasa a la Fórmula Vauxhall Junior en Donington y se hace con el título de campeón. Luego entre 1998 y 1999 participa en la Fórmula Vauxhall británica. Para 2000 asciende a la Fórmula 3 británica con el equipo RC Benetton quedando en el 11.º puesto además de participar en el campeonato europeo de F3 donde obtiene el 7.º lugar. Para el año siguiente pasa al equipo Avanti, pero solo disputa 5 etapas. En 2002 participa en la Fórmula 3 italiana donde logra 5 victorias para el equipo Target que lo hacen campeón de esa categoría.

## World Series by Renault
Para 2003 estaba en la World Series Light en el equipo Graff obteniendo el 3.er puesto al final del campeonato. En 2004 cambia al equipo Vergani y logra 7 victorias y 9 pole position que le otorgan el campeonato por primera vez. Una vez concluida la WSL participa en las últimas etapas de la entonces World Series by Nissan con Vergani por ello terminó en el puesto 21.º.
Para 2005 disputa la World Series by Renault (WSR) para el equipo GD Racing, logra un podio pero culmina en el puesto 17 al finalizar la temporada. En la temporada 2006 corrió para los equipos Cram Competition, Eurointernational y Draco Multiracing USA terminando en el 11.º lugar. Para la temporada 2007 de WSR sigue en Draco junto al piloto español Álvaro Barba. Igualando en número de victorias a los más exitosos de la competición, piloto serbio acabó ganando dos carreras y otras dos veces subió al podio. Acabó tercero en la clasificación general con 96p., finalizando la temporada en WSbR 3.5 por debajo de sus expectativas.

## GP2 Series y GP2 Asia Series
Con 2008 comienza un nuevo capítulo en la competición automobilística para Miloš Pavlović, escribiendo así nuevas páginas en la historia del automobilismo serbio. Acaba de firmar como piloto oficial para BCN COMPETICION cuyos colores defenderá en ambas variantes de GP2. Este nuevo contrato le brindará oportunidad de acercarse un paso más hacia hacer un sueño realidad, de competir con la élite, en Fórmula 1. Siendo el primer piloto serbio con licencia para competir en F1, nuevo escalón en su carrera deportiva - GP2, es un paso firme adelante, que refuerza su seria candidatura para encontrarse entre los 22 mejores pilotos del planeta.

## Resultados

### GP2 Asia Series
(Clave) (negrita indica pole position) (cursiva indica vuelta rápida puntuable)

| Año  | Escudería       | 1    | 1    | 2   | 2   | 3   | 3   | 4   | 4   | 5    | 5    | Pos. | Puntos | Ref.  |
| ---- | --------------- | ---- | ---- | --- | --- | --- | --- | --- | --- | ---- | ---- | ---- | ------ | ----- |
| 2008 | BCN Competición | YMC1 | YMC1 | SEN | SEN | KUA | KUA | SAK | SAK | YMC2 | YMC2 | 16.º | 6      | [ 1 ] |
| 2008 | BCN Competición | 10   | 14   | 6   | Ret | 7   | 12  | 19  | 15  | 8    | Ret  | 16.º | 6      | [ 1 ] |

### GP2 Series
(Clave) (negrita indica pole position) (cursiva indica vuelta rápida puntuable)

| Año  | Escudería       | 1   | 1   | 2   | 2   | 3   | 3   | 4   | 4   | 5   | 5   | 6   | 6   | 7   | 7   | 8   | 8   | 9   | 9   | 10  | 10  | Pos. | Puntos | Ref.  |
| ---- | --------------- | --- | --- | --- | --- | --- | --- | --- | --- | --- | --- | --- | --- | --- | --- | --- | --- | --- | --- | --- | --- | ---- | ------ | ----- |
| 2008 | BCN Competición | BAR | BAR | EST | EST | MON | MON | MAG | MAG | SIL | SIL | HOC | HOC | BUD | BUD | VAL | VAL | SPA | SPA | MNZ | MNZ | 32.º | 0      | [ 2 ] |
| 2008 | BCN Competición | DNS | 12  | Ret | 16  | DNS | DNS |     |     |     |     |     |     |     |     |     |     |     |     |     |     | 32.º | 0      | [ 2 ] |